# West for Wishing
West for Wishing è il secondo EP del gruppo Matchbook Romance, anche se il primo sotto il nuovo nome (erano precedentemente noti come The Getaway). Farewell to Friends era già contenuta nell'EP The Getaway. The Greatest Fall of All Time viene poi registrata nuovamente ed inclusa nell'album di debutto Stories and Alibis, dello stesso anno.

## Tracce
1. 14 Balloons – 1:07
2. The Greatest Fall (Of All Time) – 3:44
3. Hollywood and Vine – 2:46
4. Farewell to Friends – 3:52
5. Save Yourself – 3:50